# Polaire (actrice)
Pour les articles homonymes, voir Polaire et Bouchaud.
Polaire, nom de scène d'Émélie Marie Bouchaud, est une chanteuse et actrice française née le 14 mai 1874 à Mustapha (Algérie) et morte le 11 octobre 1939  à Champigny-sur-Marne (Val-de-Marne).

## Biographie

### Enfance et famille
Émélie Marie Bouchaud est née le 14 mai 1874 à Mustapha (Algérie), commune créée en 1835 par les Français durant la période coloniale et devenue en 1977 une des treize communes d'Alger sous le nom de Sidi M'Hamed.
Son père, François Bouchaud, né à Hussein Dey et dont la famille est originaire des Essards (Charente-Maritime), est propriétaire de voitures. Sa mère, couturière, est Lucile Milandre, née à Clamecy (Nièvre). Ils se sont mariés le 26 mars 1870 à Alger.

### Carrière
En 1890, Polaire qui a alors seize ans rejoint à Paris son frère Edmond qui y exerce au café-concert sous le nom de Dufleuve. Elle a déjà chanté dans des cafés à Alger et continue sur cette voie. Elle se fait remarquer par son physique particulier tenant à une exceptionnelle taille de guêpe, à une époque où les femmes portent des corsets pour affiner leur taille. Elle est au programme d'un tour de chant à l'Européen dès le mois de septembre 1890.
En 1895, l'hebdomadaire humoristique Le Rire publie un dessin de Toulouse-Lautrec la représentant sur scène. Son attitude, énergique et excentrique, fait d'elle un phénomène du « caf' conc' ». On dit d'elle qu'elle a le genre « gommeuse épileptique », deux termes correspondant à deux genres du café-concert (les « gommeuses » adoptent une attitude aguicheuse et une élégance excessive, les « épileptiques » une intense activité corporelle et gestuelle combinant danse, grimaces et chanson). « Pour moi, dès mon début, je fis tout de suite ces gestes exaspérés qui m'ont toujours été propres. (…) Rejetant ma tête en arrière, je chantais, en quelque sorte, avec mes cheveux battant au vent, avec mes narines frémissantes, avec mes poings crispés… », dit-elle dans ses Mémoires.

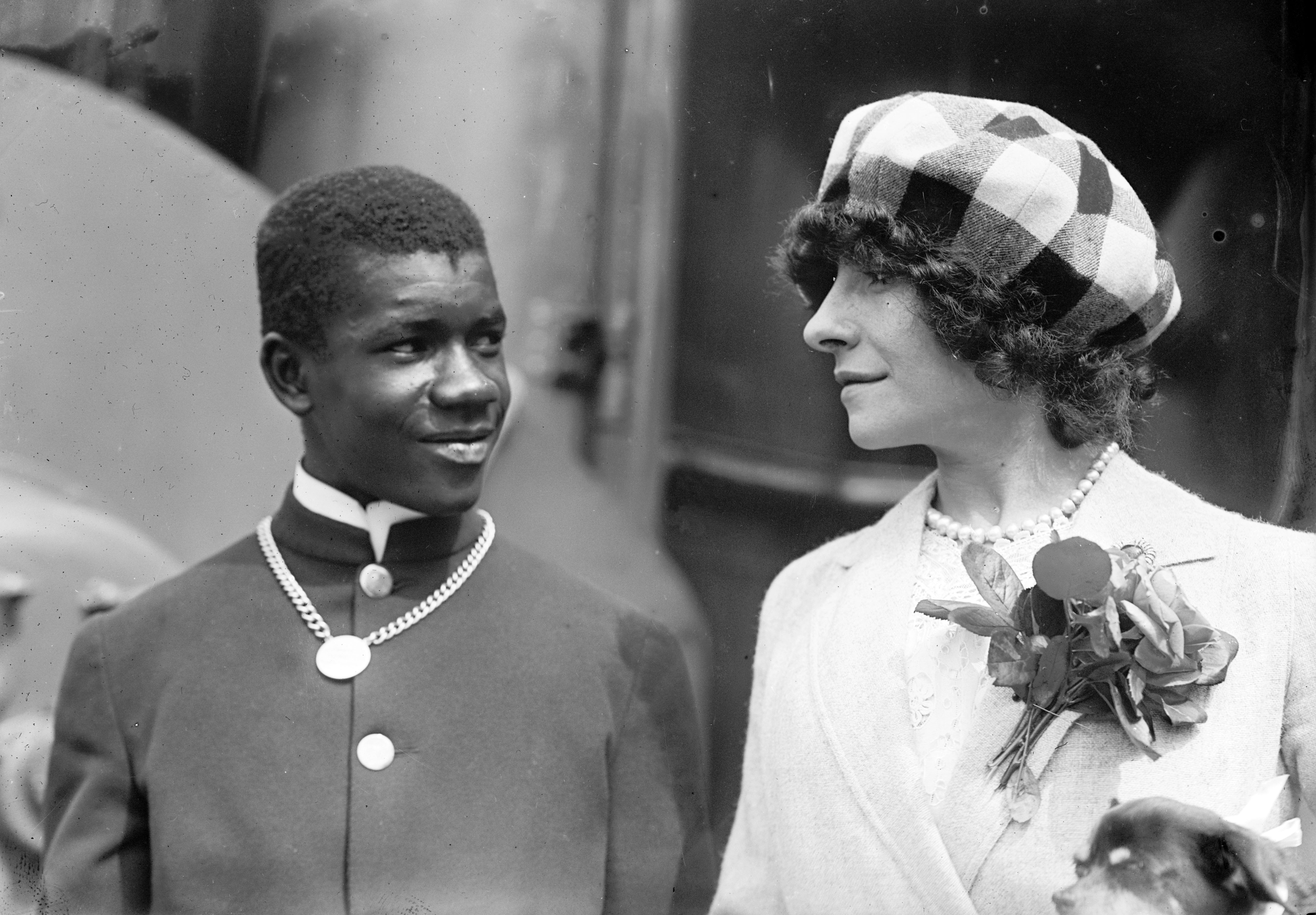
Polaire et son « esclave noir » aux États-Unis en 1910.

Amie du couple en vue formé par Willy  et Colette — cette dernière étant l’auteur de la série des Claudine —, elle obtient en 1902 au théâtre le rôle de Claudine dans Claudine à Paris aux Bouffes-Parisiens, qui fait un succès immense, et se produit aux États-Unis en 1910, puis à Londres.
En 1903 débutent les représentations du P'tit Jeune Homme aux Bouffes-Parisiens. Polaire y interprète le rôle d'un travesti qui « l'excédait », selon ses propres termes.
Elle pose également pour les peintres Antonio de La Gandara, Henri de Toulouse-Lautrec, Leonetto Cappiello, Rupert Carabin et Jean Sala, qui devint à partir de 1893 le portraitiste de la société parisienne.
À partir de 1909, elle interprète plusieurs rôles au cinéma. Après la Première Guerre mondiale, elle se consacre surtout au théâtre.
Durant sa carrière, elle interprète Tha ma ra boum di hé (son plus grand succès, à ses tout débuts), La Glu (sur un poème de Jean Richepin), Tchique tchique de Vincent Scotto, et récite La Charlotte prie Notre-Dame de Jehan Rictus.

Quelques photos, dessins et caricatures représentant l'artiste Polaire
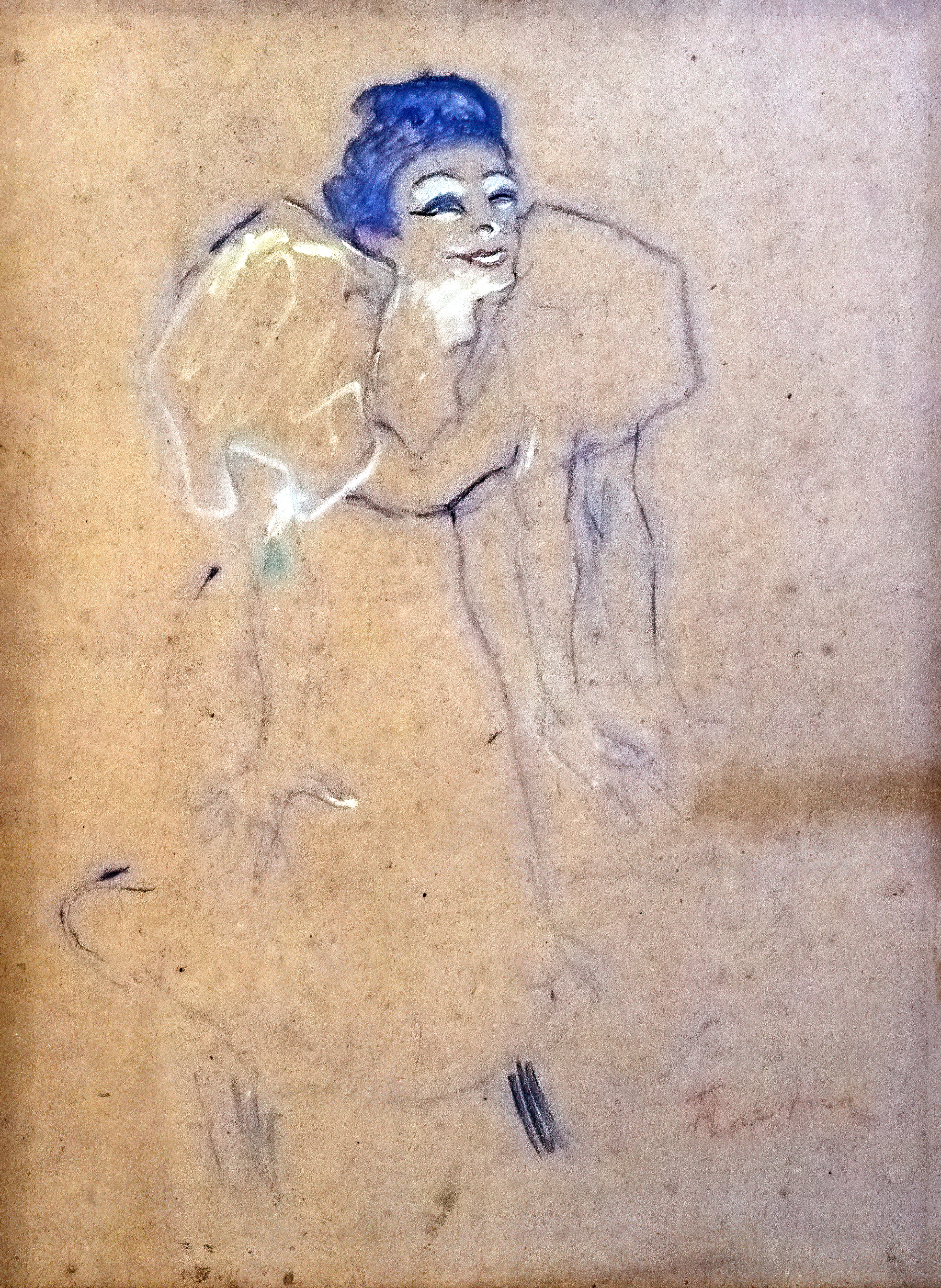
Mademoiselle Polaire 1895 - Toulouse-Lautrec.
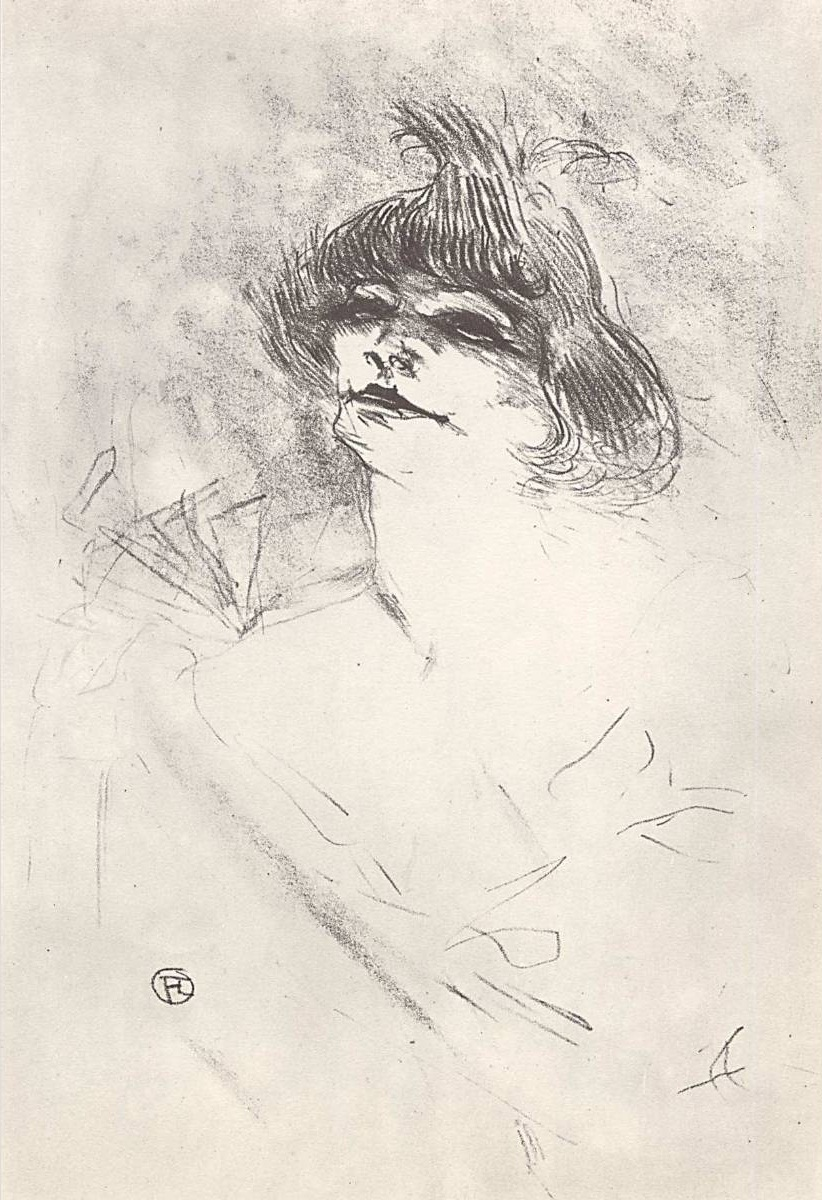
Polaire par Toulouse-Lautrec.
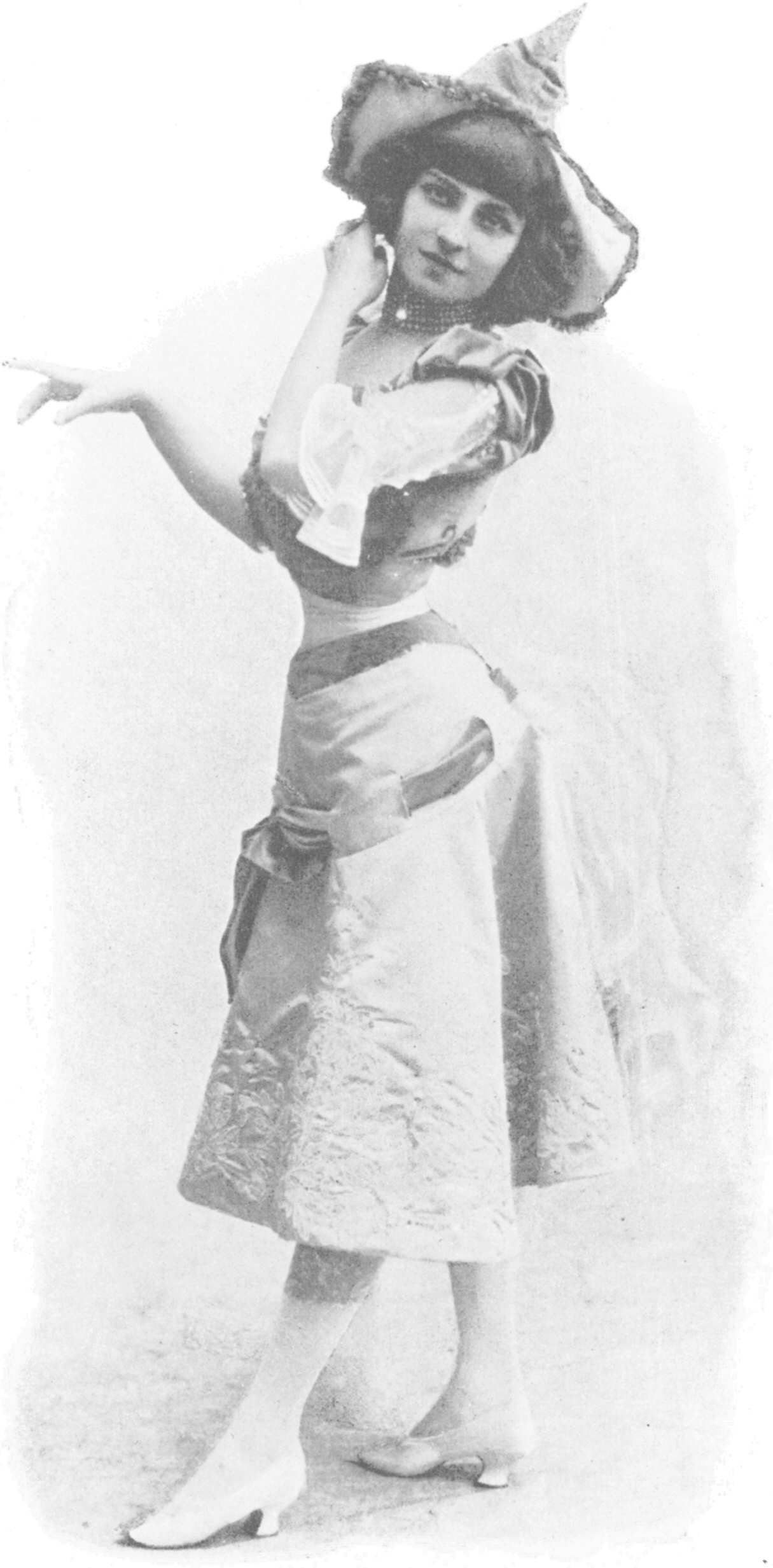
Polaire par Édouard Stebbing.
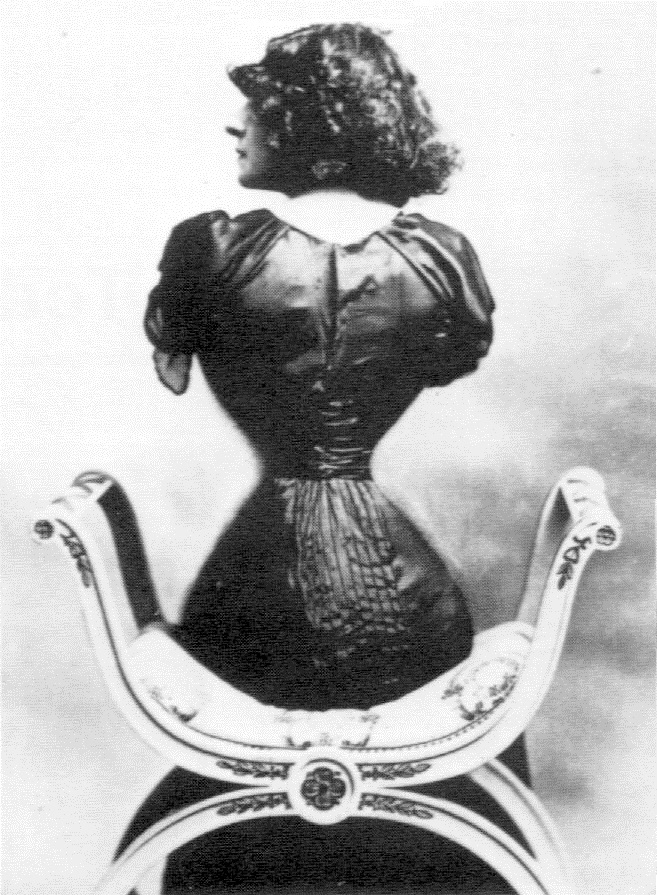
Polaire montrant sa taille de guêpe vers 1900.
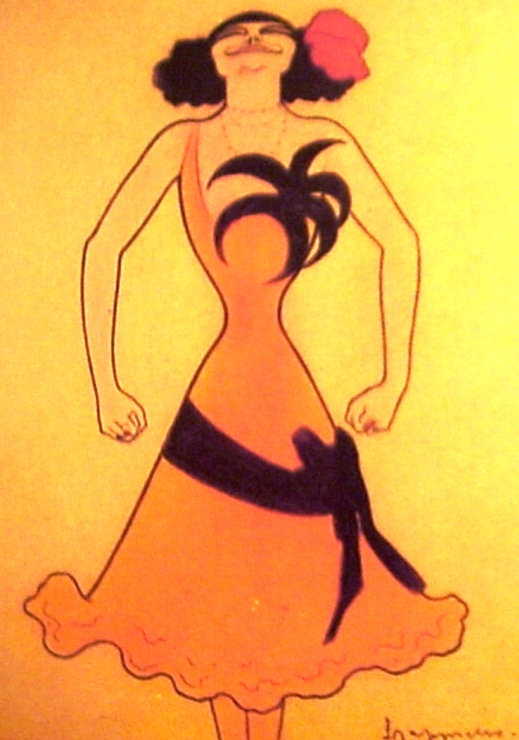
Polaire par Leonetto Cappiello (1905).
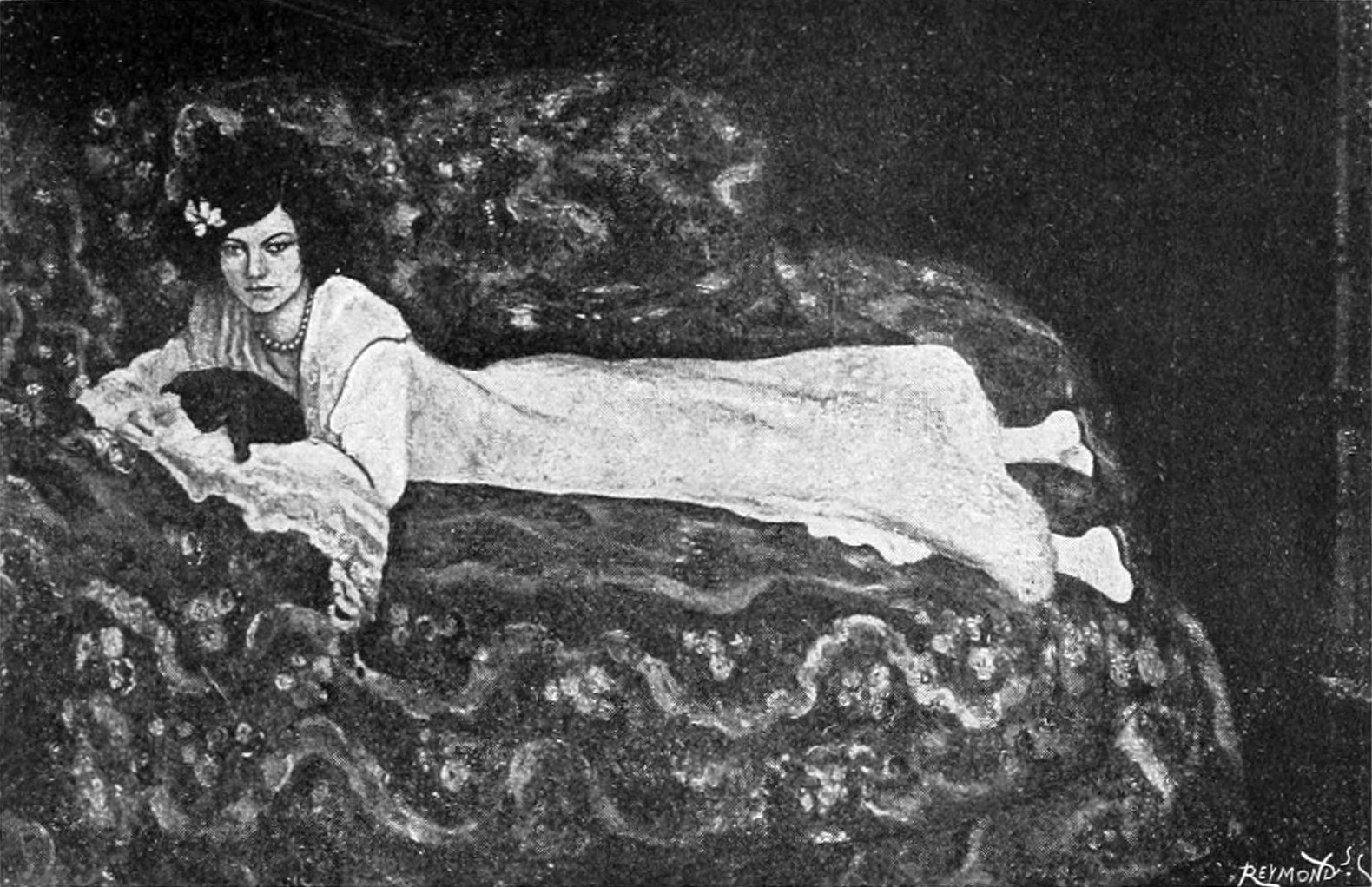
Polaire par Charles Milcendeau.
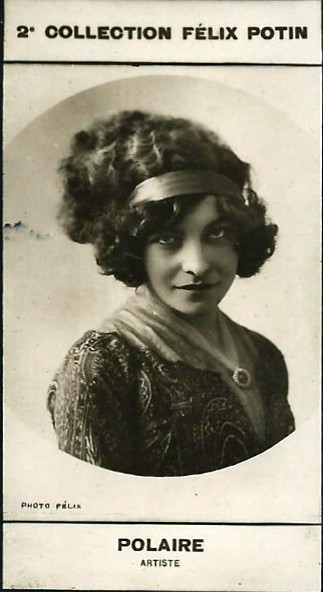
Polaire en 1909.
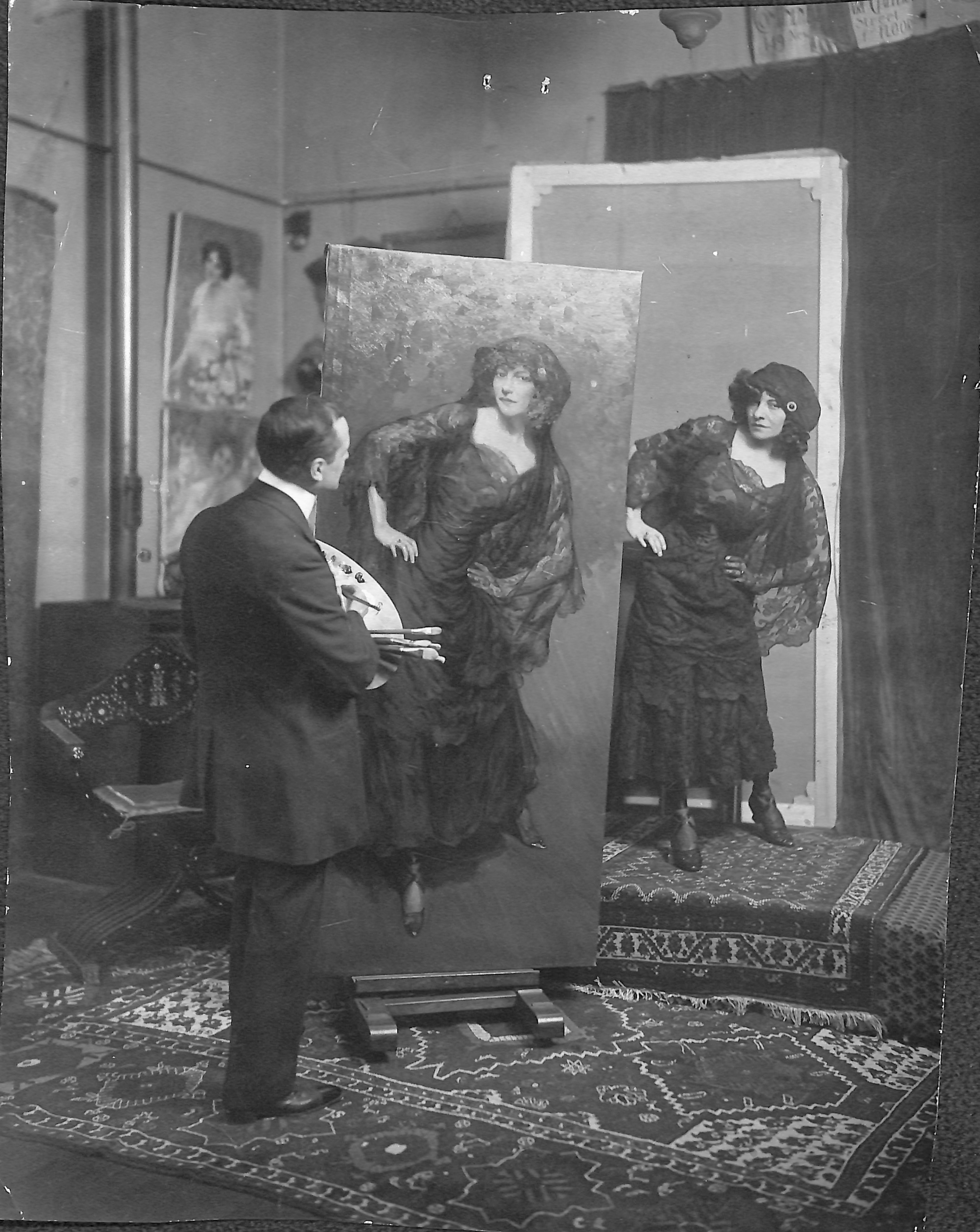
Polaire par Juan Sala (1910).
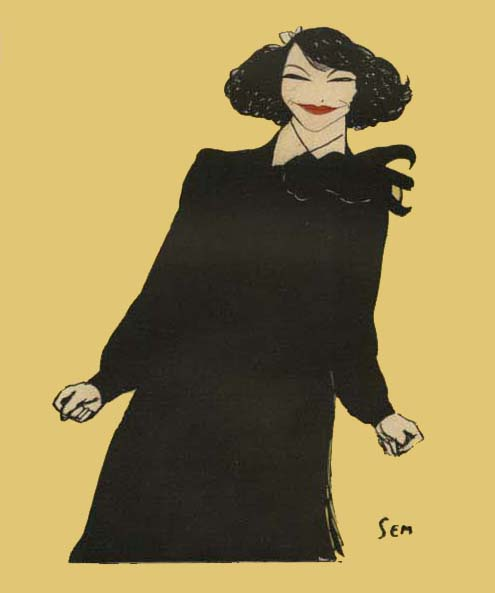
Polaire par Sem.

### Mort
Polaire meurt le 11 octobre 1939  à Champigny-sur-Marne (Val-de-Marne). Sa tombe est située dans la 21ème division de l'ancien cimetière à Champigny-sur-Marne.

## Confusion
Certains sites spécialisés dans le cinéma confondent la carrière de Polaire avec celle de l'actrice italienne Pauline Polaire entrainant des erreurs dans l'attribution de rôle dans de nombreux films, cette méprise ayant été signalée par un des descendants directs de l'actrice italienne.

## Postérité

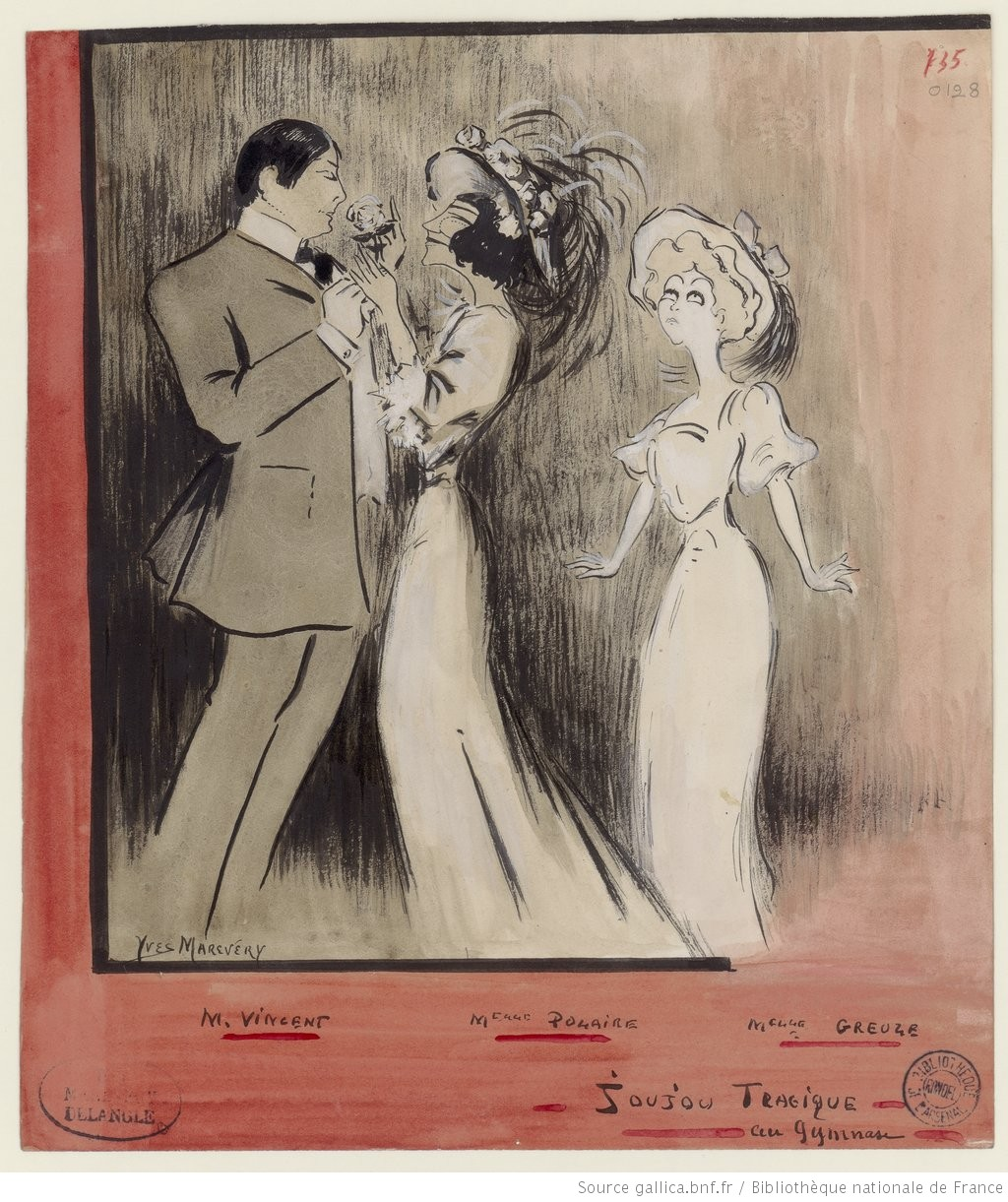
Caricature d'Yves Marevéry sur les trois acteurs jouant dans la pièce de Jehanne d'Orliac, Joujou tragique, au théâtre du Gymnase en 1907.

### Record
« Mlle Polaire » est citée par le Livre Guinness des records comme codétentrice (avec la Britannique Ethel Granger) de celui de la taille la plus fine, 33 cm,. Elle-même déclare dans ses mémoires s'être plusieurs fois laissé entourer la taille « d'un faux-col de pointure normale, 41 ou 42. »

### Évocation
Elle est également citée par l'écrivain Georges Simenon dans La Première Enquête de Maigret, 1913 publié en 1949 : « Elle avait la taille aussi fine que Polaire et elle était si menue que la masse de ses cheveux semblait devoir compromettre son équilibre. »

### Iconographie
Son portrait en pied (huile sur toile datée de 1910) par Juan Sala est passé en vente à Paris le 28 juin 2016 ; il est reproduit en couleurs dans La Gazette de l'hôtel Drouot du 24 juin 2016 (p. 55).
Une photographie de la séance de pose a été publiée dans La Vie illustrée.

## Discographie
78 tours
- Arrêtez chauffeur (Vargues) - L'Omnium 69 - 1903
- J'suis terrible en amour (Piccolini - Grimaldi - Bouchaud) - L'Omnium 70 - 1903)
- Le petit frisson (Lestac) - L'Omnium 71 - 1903
- Ma p'tite crotte (Rimbault - Arnould - Beretta) - L'Omnium 72 - 1903
- Tchicke Tcchike (Scotto) - Odéon 75143 - 1923
- Pour être heureux (Yvain) - Odéon 75143 - Matrice K1-510 - 1923
- Allo ! Chéri (Boyer - Stamper) - Pathé 4970 - Matrice 2485 - 8 mai 1918
- Pour être heureux (Yvain) - Aérophone - N° 1467 - 1920
- La Glu (Richepin - Fragerole) - Aérophone - N° 1468 - 1920
- Nocturne (Nozière) - Gramophone K-5798 - Matrice BS 4432-1 et 4433-2 - 1929
- La Glu (Richepin - Fragerole) - Polydor 521531 - Matrice 2170 BK - 1929
- Le P'tit Savoyard - Polydor 521531 - Matrice 2170 BK - 1929
- Le Train du rêve (Aubret - Lenoir) - Parlophone 22716 - Matrice Pa 106124-2 - 1930
- Le Premier Voyage (Lenoir) - Parlophone 22716 - Matrice Pa 106165-2 - 1930
- La Prière de la Charlotte (Jehan Rictus - arr. Warms) - Cristal 6263 - Matrice CP 2082 et 2083 - 1936.

Réédition en CD
- Eugénie Buffet & Polaire : Succès et Raretés 1918-1936.

## Filmographie
- 1909 : Moines et guerriers
- 1910 : La Tournée des grands ducs de Léonce Perret : la danseuse
- 1911 : Le Visiteur de René Leprince
- 1911 : Le Poison de l'humanité de Victorin Jasset
- 1912 : Ma gosse
- 1913 : Sœurette de Maurice Tourneur
- 1913 : Les Gaîtés de l'escadron de Maurice Tourneur et Joseph Faivre
- 1913 : Le Dernier pardon de Maurice Tourneur
- 1913 : La Dame de Monsoreau d'Émile Chautard
- 1914 : Le Friquet de Maurice Tourneur : Le Friquet
- 1914 : Monsieur Lecoq de Maurice Tourneur et Gérard Bourgeois
- 1917 : Le Masque du vice d'André Hugon
- 1932 : Amour... amour... de Robert Bibal : la chiromancienne
- 1933 : Âme de clown de Marc Didier
- 1935 : Arènes joyeuses de Karl Anton

## Théâtre
- 1902 : Claudine à Paris d'après Colette, Théâtre des Bouffes Parisiens
- 1904 : Le Friquet d'Henry Gauthier-Villars, Théâtre du Gymnase
- 1907 : La Revue du centenaire, revue à grand spectacle en 3 actes de Paul Gavault, Pierre-Louis Flers et Eugène Héros, Théâtre des Variétés
- 1907 : Joujou tragique, de Jehanne d'Orliac, Théâtre du Gymnase avec Lilian Greuze et Roger Vincent
- 1909 : La Maison de danses de Fernand Nozière et Charles Müller d'après Paul Reboux, Théâtre du Vaudeville
- 1910 : Montmartre de Pierre Frondaie, Théâtre du Vaudeville
- 1912 : Mioche de Pierre Berton, Théâtre du Vaudeville
- 1914 : La Sauvageonne d'Edmond Guiraud, Théâtre des Bouffes Parisiens
- 1922 : La Flamme de Charles Méré, mise en scène Henry Hertz et Jean Coquelin, Théâtre de l'Ambigu-Comique
- 1934 :  Café-concert 1900, revue d'Henri Varna à l'Alcazar de Paris[12].
- 1936 : Les Trois Nuits de Saïgon d'Alfred Gragnon, Théâtre des Capucines

## Publication
- Polaire, Polaire par elle-même, Paris, Figuière, 1933, (ASIN B001BUCG1Y).

### Vidéos
- Chanson de Polaire, « Le train du rêve »
- Chanson de Polaire : « Le Petit Savoyard »